# DPA Microphones

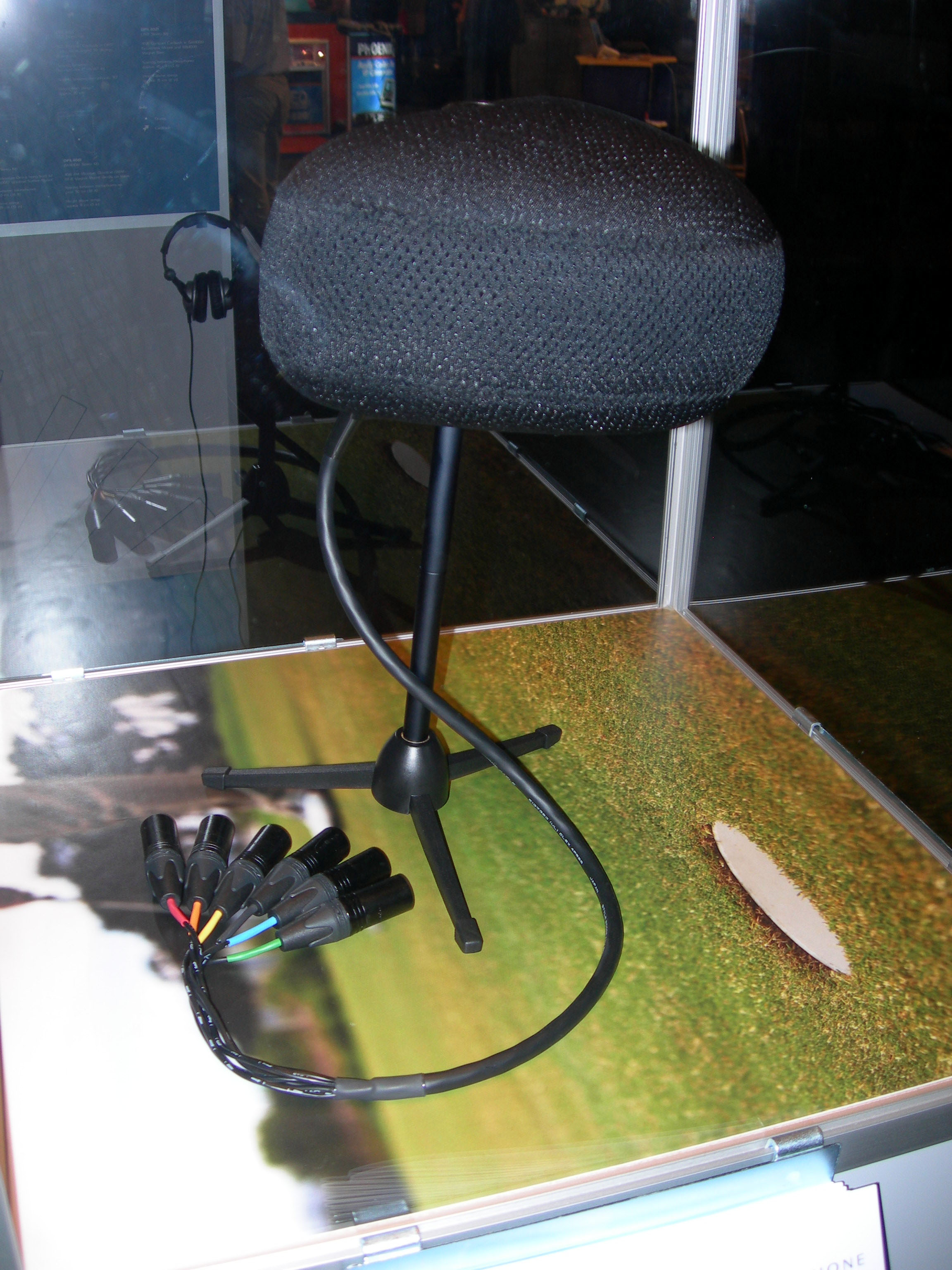
Kompaktowy mikrofon surroundowy DPA 5100.

DPA Microphones (Danish Pro Audio) – duńska firma produkująca mikrofony dla branży pro-audio, założona w roku 1992. Wywodzi się z firmy Brüel & Kjær, produkującej mikrofony pomiarowe.
DPA oferuje kilka serii mikrofonów począwszy od "klasycznych" wielkomembranowych mikrofonów pojemnościowych, poprzez mikrofony kompaktowe, a skończywszy na mikrofonach miniaturowych (instrumentalnych i wokalnych) oraz zestawach do nagrań surround. Wśród użytkowników mikrofonów DPA znajdują się najlepsze telewizje, radia, teatry, filmowcy i studia nagrań, którzy wybierają DPA z uwagi na wierność brzmieniową i jakość wykonania.